# John Vanbrugh
John Vanbrugh (24. ledna 1664 (křest), Londýn – 26. března 1726, Londýn) byl anglický architekt a dramatik. K jeho nejznámějším stavbám patří Blenheimský palác v hrabství Oxfordshire postavený ve stylu anglického baroka (od roku 1987 na seznamu světového kulturního dědictví UNESCO). V podobném slohu je vystavěn zámek Howard v Severním Yorkshiru. Z jeho díla dramatického vynikají komedie The Relapse, Or, Virtue in Danger (1696) a The Provoked Wife (1697), které krom jiného bojovaly za práva žen v manželství. Roku 1714 byl uveden do šlechtického stavu.